# 1991 SL2
1991 SL2 är en asteroid i huvudbältet som upptäcktes den 17 september 1991 av den amerikanske astronomen Henry E. Holt vid Palomarobservatoriet.
Asteroiden har en diameter på ungefär 23 kilometer.